# Killa
Killa ist das fünfte Soloalbum des Rappers Farid Bang. Es erschien am 14. März 2014 über sein eigenes Label Banger Musik als Standard-, Premium- und Limited Fan-Edition, inklusive drei Bonussongs, DVD und T-Shirt.

## Produktion
Die Beats der Lieder des Albums wurden unter anderem von den Produzenten Juh-Dee, Shuko und Streetfabulous produziert.

## Gastbeiträge
Neben Farid Bang sind verschiedene andere Künstler auf dem Album zu hören. So singt der deutsche Sänger Julian Williams die Refrains der Lieder Ohne Bang und Zeitmaschine. Das Stück Disco MMA ist eine Kollaboration mit den Rappern KC Rebell und Summer Cem, während der französische Rapper La Fouine auf dem Song #Moroccogang zu hören ist. Die Lieder King & Killa sowie Goodfellas stellen Zusammenarbeiten mit den deutschen Rappern Kollegah beziehungsweise Bushido dar und der Rapper Majoe ist beim Titel Maskuliner vertreten. Außerdem befinden sich auf der Premium-Edition Kollaborationen mit den US-amerikanischen Rappern Tony Yayo (Machogelaber) und N.O.R.E. (Fack Ju, mit Kollegah) sowie den deutschen Rappern Majoe und KC Rebell (Bitte Spitte Toi Lab (Banger Musik-Remix)). Des Weiteren sind auf den Liedern der iTunes-Edition die Künstler Eko Fresh und Ramsi Aliani (Nummer eins) sowie Die besten Newcomer Deutschlands (Killa (Remix)) zu hören.

## Covergestaltung
Das Albumcover ist düster gehalten. Es zeigt Farid Bang, dem Betrachter den Rücken zuwendend und im Regen stehend. Sein Blick ist nach rechts gerichtet und auf seinem Rücken befindet sich das weiße Logo Banger Musik. Im Vordergrund liegt ein zerstörter Totenschädel auf dem Boden. Die weißen Schriftzüge Banger Musik Präsentiert und Farid Bang sowie der Titel Killa in Rot befinden sich in der Bildmitte. Die Verpackung der Limited Fan-Edition zeigt Farid Bangs Logo, ein Mann mit muskulösem Oberkörper und zwei Schwertern auf dem Rücken sowie dem Schriftzug Farid Bang vor dem Bauch. Darunter befindet sich in goldenen Buchstaben der Titel Killa. Am oberen Bildrand steht der Schriftzug Banger Musik Präsentiert ebenfalls in Gold. Der Hintergrund ist in Schwarz gehalten. Das Cover wurde von Adopekid in Zusammenarbeit mit dem Fotografen Denis Ignatov und Justus Ullrich angefertigt.

## Titelliste
| #  | Titel                        | Gastbeiträge             | Produzenten                   | Länge |
| -- | ---------------------------- | ------------------------ | ----------------------------- | ----- |
| 1  | Farid Bumaye                 |                          | Prinzley for Street Fabulous  | 3:53  |
| 2  | Lutsch                       |                          | Juh-Dee                       | 3:44  |
| 3  | King & Killa                 | Kollegah                 | Joshimixu                     | 5:09  |
| 4  | Killa                        |                          | Juh-Dee                       | 3:41  |
| 5  | Mütter in der Trennungsphase |                          | So Loud for Street Fabulous   | 3:17  |
| 6  | #Moroccogang                 | La Fouine                | So Loud for Street Fabulous   | 3:49  |
| 7  | Ohne Bang                    | Julian Williams          | Yung Fokus, Big Blizz         | 3:59  |
| 8  | Dein Weg                     |                          | Marv'Lous for Street Fabulous | 4:04  |
| 9  | Comet Skit                   |                          | Juh-Dee                       | 2:10  |
| 10 | Banger Musiker               |                          | Juh-Dee                       | 4:11  |
| 11 | Goodfellas                   | Bushido                  | Joshimixu                     | 3:21  |
| 12 | Bitte Spitte Toi Lab         |                          | Shuko                         | 5:06  |
| 13 | Disco MMA                    | KC Rebell und Summer Cem | Juh-Dee                       | 4:26  |
| 14 | Maskuliner                   | Majoe                    | Joshimixu                     | 3:30  |
| 15 | Zeitmaschine                 | Julian Williams          | Marv'Lous for Street Fabulous | 4:45  |

Bonussongs der Premium-Edition
| #  | Titel                                     | Gastbeiträge          | Produzenten | Länge |
| -- | ----------------------------------------- | --------------------- | ----------- | ----- |
| 16 | Machogelaber                              | Tony Yayo             | Juh-Dee     | 3:37  |
| 17 | Fack Ju                                   | N.O.R.E. und Kollegah | Juh-Dee     | 4:25  |
| 18 | Bitte Spitte Toi Lab (Banger Musik-Remix) | Majoe und KC Rebell   | Juh-Dee     | 4:51  |

Bonussongs der iTunes-Edition
| #  | Titel         | Gastbeiträge                      | Produzenten | Länge |
| -- | ------------- | --------------------------------- | ----------- | ----- |
| 19 | EWWMG         |                                   | Juh-Dee     | 3:46  |
| 20 | Nummer eins   | Eko Fresh und Ramsi Aliani        | Juh-Dee     | 3:52  |
| 21 | Killa (Remix) | Majoe, Hamad 45, Musiye und Kurdo | Juh-Dee     | 3:40  |

+ Instrumental

## Versionen
Das Album erschien mit der Standard Edition, der Premium Edition, der iTunes Edition, der Deluxe Edition und der Limited Box in fünf Versionen. In der Limited Box, der Deluxe Edition und der Premium Edition ist die DVD Disco MMA enthalten. Die Limited Box, die Deluxe Edition und die Premium Edition enthalten einen Gutscheincode, mit dem man die Songs EWWMG, Nummer Eins und Killa (Remix) herunterladen kann. Die Limited Box beinhaltet neben den 42 Tracks und der Disco MMA CD ein Poster, ein Farid Bang T-Shirt, einen Sticker, einen Banger Musik USB-Stick und einen Flyer mit Informationen über das Release des nächsten Albums auf Banger Musik (Laut einem Farid Bang Interview werden momentan 2 Alben produziert: KC Rebells Album und Majoes Album). Auf den USB-Stick im limitierten Deluxe Boxset passen 2 GB drauf. In einer anderen Version der Deluxe Edition, bei der man ein Treffen mit Farid gewinnen konnte, war der Titel EWWMG dabei.

## Vermarktung

### Singles und Videos
Am 1. Januar 2014 erschien das Musikvideo zur ersten Single Bitte Spitte Toi Lab. Um einen Eindruck von den Dreharbeiten zu vermitteln, wurde ein Making-of veröffentlicht. Das zweite Musikvideo Lutsch erschien am 29. Januar 2014. Auch zu diesem Track gab es ein Making-of. Als drittes Lied wurde Dein Weg am 12. Februar visuell umgesetzt. Mit King & Killa erschien am 26. Februar 2014 ein viertes Musikvideo. Auch dazu wurde einige Tage zeitversetzt ein Making-of veröffentlicht. Diese vier Songs wurden zum Download veröffentlicht und erreichten die deutschen Charts. Das letzte Musikvideo vor dem Albumrelease war Farid Bumaye am 7. März 2014. Am 9. März folgte ein Snippet, in dem Auszüge aus den Liedern des Albums präsentiert wurden. Am Tag der Album-Veröffentlichung erschien ein weiteres Musikvideo zu Zeitmaschine.

### Videoblogs
Begleitend mit dem Release des Albums wurden insgesamt 16 Killa-Blogs auf dem Videoportal YouTube veröffentlicht. Diese bestehen zum Teil aus Making-ofs von den Musikvideos. Der 13te Blog behandelt die verfügbaren Versionen von Killa. Die restlichen Blogs begleiten Farid Bang, Kollegah und Majoe durch ihren Alltag.

## Rezeption
| Professionelle Bewertungen | Professionelle Bewertungen                                          |
| -------------------------- | ------------------------------------------------------------------- |
| Kritiken                   |                                                                     |
| Quelle                     | Bewertung                                                           |
| laut.de                    | Sternsymbol · Sternsymbol · Sternsymbol · Sternsymbol · Sternsymbol |
| Spit-TV                    | Sternsymbol · Sternsymbol · Sternsymbol · Sternsymbol · Sternsymbol |

Laut.de-Kritiker Dani Fromm gab dem Album 2 von 5 möglichen Punkten, mit folgender Begründung: „„Killa“ bietet – zumindest was Farids Beteiligung daran betrifft – genau das, was eben dabei rauskommt, wenn man auf alles und jeden, auf die Konkurrenz, auf die Frauen, auf Technik, Zusammenhang, Inhalt, Sinn und Verstand scheißt, als habe man sich irgendwo die Amöbenruhr eingefangen: Unmengen dampfender Gülle. [...] Dass mich „Killa“ all seiner Verbaljauche zum Trotz besser unterhält als manch andere komplett belanglose Platte in letzter Zeit, liegt an den Produktionen.“
Die Spit-TV-Redaktion vergab 3,5 von 5 Punkten. Deren Fazit lautete: „“Killa” ist ein sehr solides Album, das mit Trap-Einflüssen einen frischen Sound liefert. Von Seiten der Produktionen gibt es nichts zu bemängeln und auch die Rap-Performance von Farid Bang oder seinen auserwählten Featuregästen sind konstant solide. Wie in Interviews angekündigt hat der Düsseldorfer auch in der Tat ein starkes Gangstarap-Album geschaffen. Überraschungen bleiben aus. Genau deshalb ist für die Zukunft auch noch etwas Luft nach oben.“
Laut Rap.de-Redakteur Oliver Marquart biete Killa keine Überraschungen und ähnle im Stil Farid Bangs Debütalbum Asphalt Massaka. Die humorvollen Pointen seien vorhersehbar, die verwendeten Vergleiche jedoch unterhaltsam. Laut Marquart sei das Album inhaltlich teils sexistisch, was dieser allerdings nicht als ernst gemeint, sondern als „kalkulierte Tabubrüche“ versteht. Die Produktion betreffend fasste er zusammen: „Die musikalische Untermalung allerdings ist [...] überraschend zeitgeistig ausgefallen. Juh-Dee und Joshimixu stehen seit jeher für Ruhrpott-Trap, der bisweilen einen gewissen Rummel- bzw. Ibiza-Touch nicht scheut und aus „Killa“ eine sehr eingängige, ja tanzbare Platte macht. Disses im Club. Man merkt vielleicht, dass der Autor dieser Review sich dem Charme von „Killa“ nur schwer entziehen kann.“

## Kommerzieller Erfolg

### Chartplatzierungen
Killa stieg auf Anhieb an die Spitze der deutschen Albumcharts und belegte in den folgenden Wochen Rang 6 und Position 9. In Österreich erreichte das Album ebenfalls Platz 1, wohingegen es in der Schweiz auf Rang 3 einstieg. Das Album hielt sich für 13 Wochen in den deutschen Charts. In Österreich und der Schweiz hielt es sich für jeweils zehn Wochen in den Charts. In den deutschen Jahrescharts 2014 belegte das Album Rang 45.
| ChartsChartplatzierungen | Höchstplatzierung | Wochen |
| ------------------------ | ----------------- | ------ |
| Deutschland (GfK)        | 1 (13 Wo.)        | 13     |
| Österreich (Ö3)          | 1 (10 Wo.)        | 10     |
| Schweiz (IFPI)           | 3 (10 Wo.)        | 10     |

| ChartsJahrescharts (2014) | Platzierung |
| ------------------------- | ----------- |
| Deutschland (GfK)         | 45          |

### Auszeichnungen für Musikverkäufe
Am 29. März 2015, etwa ein Jahr nach der Veröffentlichung des Albums, erreichte Farid Bang mit Killa für über 100.000 verkaufte Einheiten Goldstatus.
| Land/Region        | Auszeichnungen für Musikverkäufe (Land/Region, Auszeichnung, Verkäufe) | Verkäufe |
| ------------------ | ---------------------------------------------------------------------- | -------- |
| Deutschland (BVMI) | Gold                                                                   | 100.000  |
| Insgesamt          | 1× Gold ·                                                              | 100.000  |